# Victory Boogie-Woogie
Victory Boogie-Woogie ou Victory Boogie Woogie é uma pintura a óleo sobre tela, com papel, carvão e lápis, realizada pelo artista holandês Piet Mondrian em 1942-1944; é a última pintura de Mondrian, tendo ficado incompleta no seu estúdio em Nova Iorque. A pintura encontra-se em exibição no Gemeentemuseum Den Haag, em Haia.